# Panjange lanthana
Panjange lanthana là một loài nhện trong họ Pholcidae. Loài này có ở de Filipijnen và là loài điển hình của chi Panjange.